# Mare di Savu
Il mar di Savu (o mar di Sawu) è un piccolo mare in Indonesia e deve il suo nome all'isola di Savu (Sawu); è una sezione dell'Oceano Pacifico e fa parte del Mediterraneo Australasiatico.
È delimitato dalle isole di Savu, Rai Jua, Semau e Roti a sud, Timor (quest'ultima divisa in Timor Est e Indonesia) a sud-est ed est, da Flores e dall'arcipelago di Alor a nord/nord-ovest, e dall'isola di Sumba a est/nord-est. Diventa quindi oceano Indiano a sud ed a ovest, mar di Flores a nord e mar di Banda a nord-est.
Il mare di Savu raggiunge la profondità di 3500 m e si estende per circa 600 km da ovest ad est e 200 km da nord a sud.
La più grande città che vi si affaccia è Kupang, la capitale della provincia dell'Indonesia di Nusa Tenggara Orientale sull'isola di Timor, con circa 450.000 abitanti.

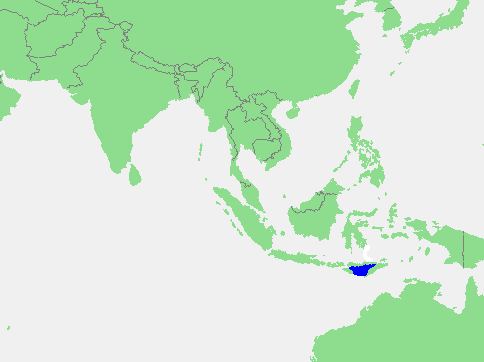
Posizione del mare di Savu nel sud-est asiatico